# مجتمع هسته‌ای خوشاب
مجتمع هسته‌ای خوشاب (به انگلیسی: Khushab Nuclear Complex) یک نیروگاه در پاکستان است که در ناحیه خوشاب واقع شده‌است.